# Sara Paretsky
Sara Paretsky (Ames, 8 de junho de 1947) é um escritora norte-americana de ficção policial, mais conhecida por seus romances focados na protagonista: V. I. Warshawski.

## Vida e carreira
Sara Paretsky nasceu em Ames, Iowa. Seu pai era um microbiologista e a família mudou-se para o Kansas em 1951, quando ele aceitou um emprego na Universidade de Kansas, onde Sara Paretsky se formou. Seu relacionamento com seus pais era tenso; sua mãe era uma alcoólatra e seu pai era um disciplinador severo.
Após a obtenção de um diploma de bacharel em ciência política da Universidade do Kansas, ela  concluiu um doutorado em história na Universidade de Chicago. Ela também ganhou um MBA da Universidade de Chicago.
A protagonista de quase todos seus romances é a V. I. Warshawski, uma Detetive particular. A escritora a criou como uma resposta feminina aos detetives homens, como Philip Marlowe de Raymond Chandler. Em 1991, o filme V.I. Warshawski foi lançado estrelado por Kathleen Turner; embora o filme seja baseado no romance Deadlock, várias mudanças foram feitas a partir do livro.

## Obras (parcial)

### Série da V. I. Warshawski
- Indemnity Only (1982) ISBN 0385272138
- Deadlock (1984) ISBN 0385279337
- Killing Orders (1985) ISBN 068804820X no Brasil: Apólice para Morte (Marco Zero, 1993)
- Bitter Medicine (1987) ISBN 0688064485
- Blood Shot (1988)  ISBN 0440500354 no Brasil: Rastros de Sangue (Rocco, 1993)
- Burn Marks (1990) ISBN 0385298927 no Brasil: No Ardor das Chamas (Rocco, 2001)
- Guardian Angel (1992) ISBN 0385299311 no Brasil: Anjo da Guarda (Rocco, 1995)
- Tunnel Vision (1994) ISBN 038529932X no Brasil: Visão de Túnel (Rocco, 2002)
- Hard Time (1999) ISBN 0-385-31363-2
- Total Recall (2001) ISBN 0-385-31366-7
- Blacklist (2003) ISBN 0-399-15085-4
- Fire Sale (2005) ISBN 978-0-7394-5594-4
- Hardball (2009) ISBN 978-1-101-13382-8
- Body Work (2010) ISBN 978-0-399-15674-8
- Breakdown (2012) ISBN 978-1-101-55407-4
- Critical Mass (2013) ISBN 978-1-101-63650-3
- Brush Back (2015) ISBN 978-0-399-16057-8
- Fallout (2017) ISBN 978-1473624337
- Shell Game (2018) ISBN 978-0062435866
- Dead Land (2020) ISBN 978-0062435927

### Outros
- Ghost Country (1998) ISBN 978-0-385-33336-8 )
- Bleeding Kansas (2008) ISBN 978-0-399-15405-8

### Não-ficção
- Case Studies in Alternative Education (1975)
- Writing in an Age of Silence (2007)
- Words, Works, and Ways of Knowing: The Breakdown of Moral Philosophy in New England Before the Civil War (2016)